# ヴィソーザ
ヴィソーザ（ポルトガル語: Viçosa）は、ブラジルのミナスジェライス州の基礎自治体である。人口73,125人（2006年）、面積299,397平方キロメートル。